# Љубињско поље
Љубињско поље је крашко поље у Источној Херцеговини, у општини Љубиње. Захвата површину од 12 km², на дужини од 8,3 и ширини од 2,2 километра. Пружа се правцем северозапад—југоисток између планина Бјеласнице и Видуше, на надморској висини од око 400—470 метара. Дно поља је грађено од квартарних слојева, прекривених танким слојем иловаче.
Поље је једним делом непродуктивно, а остатак је погодан за гајење дувана и за земљорадњу. Значајна површина налази се под ливадама и пашњацима. Највеће насеље на ободу поља је Љубиње, према коме је и добило назив, а остала су Крушевица, Дубочица и др.